# Diaphractus
Diaphractus is een geslacht van spinnen uit de familie bodemjachtspinnen (Gnaphosidae).

## Soorten
De volgende soorten zijn bij het geslacht ingedeeld:
- Diaphractus assimilis Tullgren, 1910
- Diaphractus leipoldti Purcell, 1907
- Diaphractus muticus Lawrence, 1927